# Préfecture autonome tibétaine Golog
Pour les articles homonymes, voir Golog.
Cette page contient des caractères spéciaux ou non latins. S’ils s’affichent mal (▯, ?, etc.), consultez la page d’aide Unicode.
La préfecture autonome tibétaine Golog (ou Guoluo en mandarin, les Gologs étant une minorité tibétaine nomade de cette région) (chinois simplifié : 果洛藏族自治州 ; pinyin : Guǒluò zàngzú Zìzhìzhōu ; tibétain : མགོ་ལོག་བོད་རིགས་རང་སྐྱོང་ཁུལ་, Wylie : Mgo-log Bod-rigs rang-skyong-khul) est une subdivision administrative de la province du Qinghai en Chine.

## Géographie

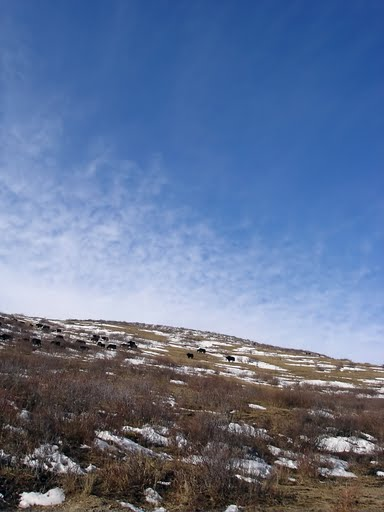

Sa superficie est de 76 400 km2. C'est sur son territoire que se trouve l'Amnye Machen, montagne sacrée des Goloks.

## Histoire
La Préfecture autonome tibétaine Golog a été affectée par la famine dès la fin des années 1950.

## Démographie
La population de la préfecture était estimée à 130 000 habitants en 2004.
On y trouve notamment la population de l’ethnie tibétaine Golok (tibétain : མགོ་ལོག ; Wilye : Mgo-log), population nomade qui a donné son nom à cette préfecture. Ceux-ci sont assimilés au groupe des Tibétains, dans les recensements nationaux chinois.

## Transports
L'aéroport Golog-Maqin, (code IATA : GMQ • code OACI : ZLGL), dont la construction a commencé en septembre 2012, a ouvert le 1er juillet 2016.
3,000 km de nouvelles routes étaient prévues à la construction en 2015.

## Personnalités
- Chöying Dorje, le 10e karmapa y est né.

- Sonam Wangyal, aussi appelé Sopa Rinpoché, un maître tibétain respecté de la région de Golok, et âgé de 42 ans s'immola par le feu le 8 janvier 2012 dans le centre-ville de Darlag[7],[8].

- Tulku Hungkar Dorje (1967-2025) y est né.

## Répartition ethnique dans la préfecture autonome tibétaine de Golog (recensement de 2000)
| Ethnie   | Population | Pourcentage |
| -------- | ---------- | ----------- |
| Tibetain | 126,395    | 91,63 %     |
| Han      | 9,096      | 6,59 %      |
| Hui      | 1,529      | 1,11 %      |
| Salar    | 329        | 0,24 %      |
| Tu       | 302        | 0,22 %      |
| Others   | 289        | 0,21 %      |

## Subdivisions administratives
La préfecture autonome tibétaine Golog exerce sa juridiction sur six xian :
- le xian de Maqên - 玛沁县 Mǎqìn Xiàn ;
- le xian de Baima - 班玛县 Bānmǎ Xiàn ;
- le xian de Gadê - 甘德县 Gāndé Xiàn ;
- le xian de Darlag - 达日县 Dárì Xiàn ;
- le xian de Jigzhi - 久治县 Jiǔzhì Xiàn ;
- le xian de Madoi - 玛多县 Mǎduō Xiàn.